# Omar Metwally
Omar Metwally (Queens, 10 de abril de 1974) é um ator americano. Ele é mais conhecido por seus papéis em Rendition (2007), Munich (2005) e Miral (2010). Ele também apareceu nos papéis de Dr. Vik Ullah na série de televisão Showtime The Affair, Dr. Fahim Nasir em Non-Stop (2014), Agente Santiago na série de televisão da USA Network Mr. Robot e agente da CIA Matt Edwards em a série de televisão Treadstone, um spin-off de Bourne.

## Biografia
Metwally nasceu em 1974 em Queens, Nova York, filho de pai egípcio e mãe holandesa e se mudou com a família para Orange County, Califórnia, aos três anos, onde foi criado. Metwally ganhou um BA em História pela University of California, Berkeley, e enquanto atuava na Bay Area ganhou um Master of Fine Arts em Atuação pelo American Conservatory Theater, San Francisco.

## Carreira
Metwally interpreta Vik Ullah em The Affair, da Showtime. Ele também interpreta Santiago no americano Mr Robot.
Os papéis de Metwally no cinema incluem Non-Stop, Gavin Hood 's Rendition e Steven Spielberg 's Munich, Complete Unknown, Breakable You, The City of Your Final Destination, lançado em 2010 (filmado 2006–07) e Amsterdam. Recebeu o Troféu Chopard 2008 por seu trabalho em Rendition, apresentado no Festival de Cannes. Metwally também foi visto no filme Miral, do diretor Julian Schnabel.
Metwally também trabalhou extensivamente no teatro, aparecendo na estreia mundial de Rajiv Joseph's Guards no Taj no Atlantic Theatre em 2015 onde também recebeu o Prêmio Obie de Melhor Performance. Ele foi visto em 2005 como "Aram" em Beast on the Moon dirigido por Larry Moss, e recebeu uma indicação ao Tony em 2004 por seu trabalho em Sixteen Wounded. Trabalhou no Festival de Comédia Árabe-Americana de Nova York, primeiro como ator e depois como diretor. Ele também apareceu em cinemas em todo o país, incluindo Steppenwolf, The Public, The Long Wharf e Berkeley Rep.
Os créditos de Metwally na televisão incluem The Affair, Mr. Robot, Dig, Virtuality, Fringe, The Unit, Grey's Anatomy e Treadstone.

## Filmografia
| Ano     | Título                                | Função            |
| ------- | ------------------------------------- | ----------------- |
| 2003    | Nash Bridges                          | Mobster # 3       |
| 2003    | Novos americanos                      | Anwar Beshrabi    |
| 2005    | Vida na borda                         | Farmacêutico      |
| 2005    | Munique                               | Todos             |
| 2006    | Vinte perguntas                       | Sr. Assad         |
| 2006    | Anatomia de Grey                      | Jesse Fannon      |
| 2006    | A unidade                             | Wirth             |
| 2007    | Capitulação                           | Anwar El-Ibrahimi |
| 2007    | A cidade do seu destino final         | Omar Razaghi      |
| 2008    | New Amsterdam                         | John              |
| 2009    | Virtualidade                          | Dr. Adin Meyer    |
| 2010    | Miral                                 | Hani              |
| 2010    | Franja                                | James Heath       |
| 2011    | Inesquecível                          | ADA Adam Gilroy   |
| 2011    | A boa esposa                          | Wasim Al-Said     |
| 2012    | A saga crepúsculo - Amanhecer parte 2 | Amun              |
| 2014    | Non-Stop                              | Dr. Fahim Nasir   |
| 2014    | Dia dez                               | Sem crédito       |
| 2015    | Dig                                   | Yussef Khalid     |
| 2015–19 | The Affair                            | Dr. Vik Ullah     |
| 2016    | Complete Unknown                      | Farshad           |
| 2016    | Mr. Robô                              | Agente Santiago   |
| 2017    | Breakable You                         | Samir Kamali      |
| 2019    | Treadstone                            | Matt Edwards      |